# (37393) 2001 XF24
2001 XF24 (asteroide 37393) é um asteroide da cintura principal. Possui uma excentricidade de 0.18877440 e uma inclinação de 6.13213º.
Este asteroide foi descoberto no dia 10 de dezembro de 2001 por LINEAR em Socorro.